# РНК-термометр

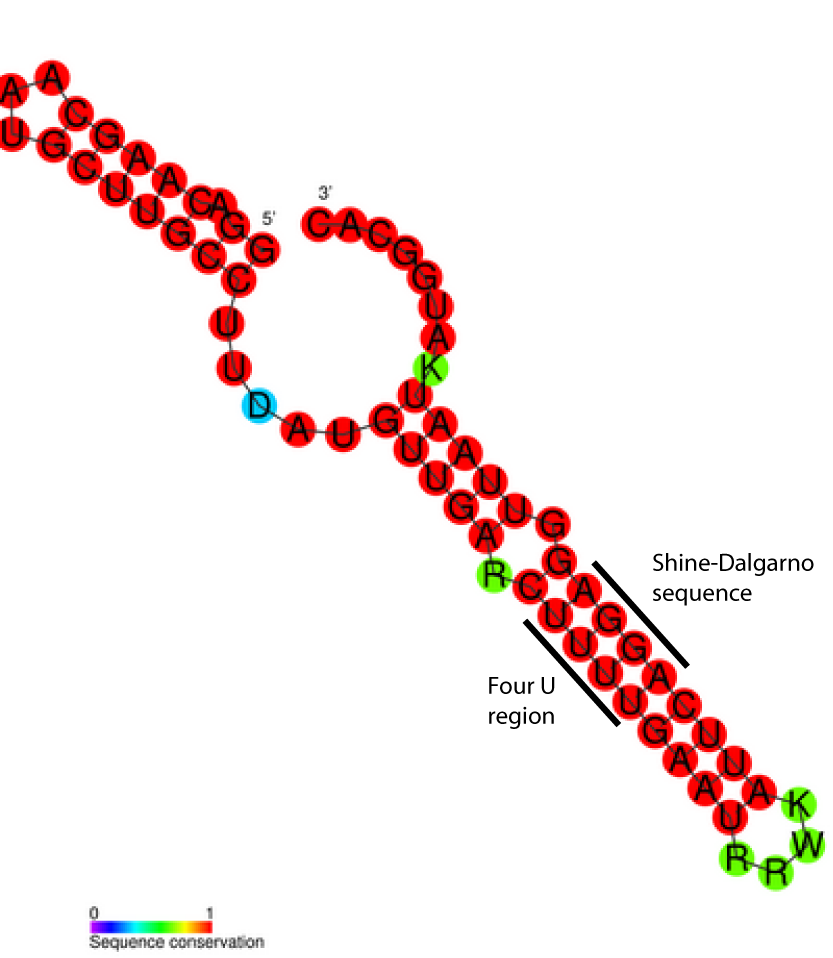
РНК-термометр FourU (последовательность Шайна — Дальгарно выделена)

РНК-термо́метр, или РНК-термосе́нсор (англ. RNA thermometer, RNA thermosensor, RNAT) — температурочувствительная некодирующая РНК, которая принимает участие в регуляции экспрессии генов. РНК-термометры, как правило, регулируют гены, которые необходимы для ответа на тепловой или холодовой шок, однако показано их участие в регуляции длительного голодания и патогенности. 
Принцип работы РНК-термометра заключается в изменении вторичной структуры этой молекулы в ответ на изменение температуры. В ходе этих структурных изменений важные участки этой РНК, например, сайт связывания рибосомы, выставляются наружу или, наоборот, уходят вглубь молекулы, тем самым влияя на трансляцию близлежащего белоккодирующего гена. 
РНК-термометры, наряду с рибопереключателями, служат доводами в поддержку гипотезы мира РНК. Согласно этой теории, сначала единственной нуклеиновой кислотой, представленной в клетках, была РНК, которая впоследствии была заменена современной системой ДНК → РНК → белок.
Примерами РНК-термометров могут служить FourU, цис-регуляторный элемент Hsp90, ROSE-элемент, Hsp17-термометр.

## История изучения
Об открытии первого температурочувствительного РНК-элемента было сообщено в 1989 году. Предшествующие исследования показали, что мутации, располагающиеся выше сайта начала трансляции в мРНК cIII фага лямбда (λ), оказывают влияние на уровень трансляции белка cIII. Этот белок участвует в выборе программы (литический или лизогенный путь) жизненного цикла фага λ, причём высокая концентрация белка cIII соответствует лизогенному пути. Дальнейшие исследования показали, что у этого вышестоящего участка РНК имеются две альтернативные вторичные структуры. Оказалось, что эти структуры не взаимозаменяемы и зависят от концентрации ионов Mg2+ и температуры. Сейчас считается, что эти РНК-термометры запускают литический путь в условиях теплового шока, чтобы бактериофаг смог быстро реплицироваться и покинуть клетку-хозяина.
Термин «РНК-термометр» не использовался до 1999 года, когда так был назван РНК-элемент rpoH бактерии Escherichia coli. В недавнее время с помощью методов биоинформатики было выявлено несколько новых возможных РНК-термометров. В этом случае обычный поиск по последовательностям неэффективен, так как вторичная структура РНК-термометров гораздо более консервативна, чем их нуклеотидные последовательности.
Для изучения работы РНК-термометров применяют различные подходы. Для изучения динамики РНК-термометров можно заменять в них обычные нуклеотиды в определённых сайтах на флуоресцентные и, таким образом, наблюдать за их изменениями. Для определения положения РНК-термометра в исследуемой последовательности при определённых температурах был разработан специальный web-сервер RNAthermsw. Для идентификации бактериальных РНК-термометров используются и генетические методы, например, Tet-Trap.

## Распространение
Большая часть известных сейчас РНК-термометров располагается в 5'-нетранслируемых областях (5'-UTR) прокариотических мРНК, кодирующих белки теплового шока. Возможно, такие результаты обусловлены смещением отбора и непреодолимыми сложностями в поиске коротких неконсервативных последовательностей в геномных данных.
Хотя большинство известных РНК-термометров обнаружены у прокариот (в том числе цианобактерий), возможные РНК-термометры были выявлены у млекопитающих, в том числе и человека. У человека возможный термосенсор РНК теплового шока-1 (HSR1) активирует транскрипционный фактор теплового шока-1 (HSF1) и запускает синтез защитных белков при температуре, превышающей 37 °C (нормальную температуру тела), и тем самым защищает клетки от перегревания. Цис-регуляторный элемент Hsp90 регулирует экспрессию шаперона hsp90 у дрозофилы, повышая его трансляцию при высоких температурах.

## Структура

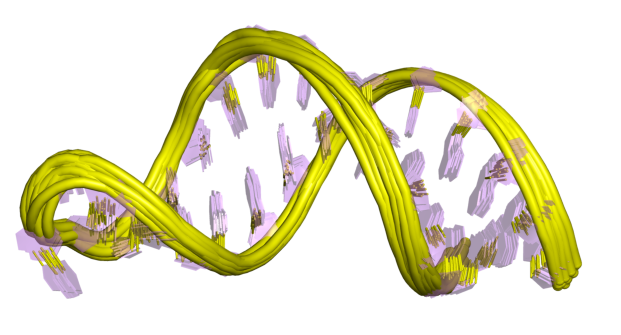
Пространственная структура РНК-термометра ROSE

Структура РНК-термометров проста и может быть образована короткими последовательностями РНК. Длина наименьшего из известных РНК-термометров составляет 44 нуклеотида. Он располагается в мРНК белка теплового шока (hsp17) у цианобактерии Synechocystis  sp.PCC 6803. В общем случае длина РНК-термометров варьирует от 60 до 110 нуклеотидов, и они, как правило, содержат шпильку, в которой небольшая доля оснований не спарена. Они уменьшают стабильность структуры, благодаря чему она может легко расплавляться при повышении температуры.
Детальный структурный анализ РНК-термометра ROSE показал, что неспаренные основания на самом деле принимают участие в нестандартном спаривании оснований, которое поддерживает спиральную структуру РНК. Эти необычные пары представлены парами G-G, U-U и UC-U. Поскольку эти неканонические пары относительно нестабильны, повышение температуры вызывает локальное расплавление РНК в этой области, из-за чего последовательность Шайна — Дальгарно выставляется наружу. 
Некоторые РНК-термометры имеют гораздо более сложную структуру, чем единственная шпилька, как в случае 5'-UTR мРНК CspA, где РНК-термометр содержит псевдоузел и множество шпилек.
Были разработаны искусственные РНК-термометры, содержащие одну лишь шпильку. Однако нуклеотидная последовательность столь коротких РНК-термометров может быть чувствительна к мутациям, и замена единственного основания может сделать этот РНК-термометр неактивным in vivo.

## Механизм

Стабильная шпилька (слева) расплетается при высокой температуре (справа). Выделенная последовательность Шайна — Дальгарно выставляется наружу, позволяя малой субъединице рибосомы (30S) присоединиться к мРНК

РНК-термометры располагаются в 5'-UTR мРНК, выше кодирующей последовательности. В отличие от рибопереключателей, действующих на уровне транскрипции, трансляции и регуляции стабильности мРНК, все известные на данный момент РНК-термометры действуют на уровне инициации трансляции. Структурные изменения в РНК-термометров могут убирать сайт связывания рибосомы в глубь молекулы и тем самым предотвращать трансляцию мРНК в белок. При повышении температуры шпилечная структура РНК-термометра может плавиться, выставляя наружу сайт связывания рибосомы или последовательность Шайна — Дальгарно (а в некоторых случаях старт-кодон AUG), позволяя малой субъединице рибосомы (30S) связаться с мРНК, вслед за чем собирается и весь аппарат трансляции. Старт-кодон, располагающийся, как правило, на 8 нуклеотидов ниже последовательности Шайна — Дальгарно, отмечает начало белоккодирующей области, которую рибосома транслирует в пептид. Помимо таких цис-действующих РНК-термометров известен единственный транс-действующий РНК-термометр, располагающийся в мРНК RpoS, где он, как предполагается, регулирует ответ на длительное голодание.
В качестве примера можно рассмотреть РНК-термометр FourU Salmonella enterica. Под действием температур выше 45 °C шпилька, содержащая последовательность Шайна — Дальгарно, плавится, последовательность Шайна—Дальгарно становится неспаренной и трансляция мРНК становится возможной. Показано, что на стабильность FourU влияет концентрация Mg2+. Наиболее изучен РНК-термометр, расположенный в мРНК гена rpoH у E. coli. Этот термосенсор положительно регулирует трансляцию белков теплового шока при высоких температурах посредством специализированного сигма-фактора σ32.
У Bradyrhizobium japonicum и Rhizobium radiobacter, протеобактерий порядка Rhizobiales, описаны РНК-термометры ROSE1 и ROSEAT2 соответственно. Они располагаются в 5'-UTR HspA и подавляют трансляцию белков теплового шока при физиологических температурах.
Хотя РНК-термометры обычно связаны с экспрессией белков теплового шока, они могут также регулировать экспрессию белков холодового шока. Например, у термофильной бактерии Thermus thermophilus экспрессия двух белков массой 7 кДа регулируется РНК-термометром, кроме того, похожий механизм был описан у Escherichia coli. 
РНК-термометры, реагирующие на температуру 37 °C, могут использоваться патогенными микроорганизмами для активации генов, связанных с инфекцией. Например, путём пришивания гена, кодирующего зелёный флуоресцентный белок, к 5'-концу гена prfA, кодирующего ключевой регулятор транскрипции генов вирулентности у Listeria monocytogenes, была продемонстрирована положительная регуляция экспрессии prfA: при транскрипции такого гибридного гена с промотора Т7 E. coli флуоресценция наблюдалась при 37 °C, но не при 30 °C. РНК-термометры вовлечены в регуляцию вирулентности таких болезнетворных бактерий, как Leptospira interrogans и Vibrio cholerae. У болезнетворной бактерии Shigella dysenteriae и патогенных штаммов Escherichia coli РНК-термометры вовлечены в регуляцию процессов, влияющих на патогенез.
Иногда оперон может регулироваться несколькими РНК-термометрами. Предсказано, что оперон ibpAB E. coli содержит два кооперативных РНК-термометра: элемент ROSE и IbpB-термометр.
РНК-термометры могут использоваться не только для регуляции трансляции моноцистронных транскриптов, содержащих одну последовательность Шайна — Дальгарно, но и для полицистронных транскриптов, содержащих несколько последовательностей Шайна — Дальгарно. Например, у Pseudomonas putida устойчивость к стрессу обеспечивается трицистронным опероном, консервативным среди многих свободноживущих бактерий. Первые два гена этого оперона регулируются РНК-термометрами.

## РНК-термометры и гипотеза мира РНК
Гипотеза мира РНК утверждает, что изначально РНК выступала носителем наследственной информации и осуществляла ферментативные процессы, причём различные последовательности РНК выступали биокатализаторами, регуляторами и сенсорами. Позже под действием отбора большая часть функций, осуществляемых РНК, стала выполняться другими биомолекулами, и на смену жизни, основанной исключительно на РНК, пришла жизнь, основанная на ДНК, РНК и белке. 
Считается, что РНК-термометры и рибопереключатели являются эволюционно древними элементами, поскольку они широко распространены у самых эволюционно далёких организмов. Было высказано предположение, что в мире РНК РНК-термометры осуществляли температурозависимую регуляцию других РНК. У современных организмов РНК-термометры, возможно, являются «молекулярными ископаемыми», которые в ушедшем мире РНК были гораздо более распространены, чем сейчас.

## Применение
Для температурного контроля экспрессии генов у бактерий разрабатываются искусственные РНК-термометры.
В 2013 году были разработаны «термозимы» — искусственные РНК-термометры с рибозимной активностью. Термосенсорная шпилька в расплавленном состоянии подавляет работу рибозима, который высвобождает последовательность связывания рибосомы. При повышенных температурах шпилька плавится, рибозим инактивируется и экспрессия гена подавляется. Таким образом, термозим реагирует на повышенные температуры противоположно природным РНК-термометрам.
В 2016 году было сообщено о создании «термопереключателей» — интеграции температурочувствительных РНК-термометров и аптамеров рибопереключателей в единую структуру. Термопереключатели функционируют как рибопереключатели при низких температурах и реагируют на связывание со своим лигандом изменением структуры, а при высокой температуре они переходят в постоянно «включённое» состояние. Таким образом, термопереключатели — первые РНК-термометры, действующие на уровне транскрипции. Подобные искусственные РНК-регуляторы могут широко применяться для регуляции экспрессии генов.
В 2016 году был предложен алгоритм RNAiFold2T для разработки особых РНК-термометров, содержащих IRES. Кэп-независимая трансляция таких термо-IRES-элементов примерно на 50 % интенсивнее при 42 °С, чем при 30 °С. Впрочем, эффективность их трансляции всё равно меньше, чем у IRES дикого типа, которая не зависит от температуры.